# Glyptonysius laevigatus
Glyptonysius laevigatus är en insektsart som beskrevs av Robert L. Usinger 1942. Glyptonysius laevigatus ingår i släktet Glyptonysius och familjen fröskinnbaggar. Inga underarter finns listade i Catalogue of Life.